# رامادا نورته
رامادا نورته (به اسپانیایی: Ramada Norte) یک کوه در آرژانتین است. رامادا نورته ۶٬۳۸۴ متر بالاتر از سطح دریا واقع شده‌است.